# Claudette De Lorimier
Claudette De Lorimier est une actrice, marionnettiste, auteure et metteur en scène québécoise.
En 1973, elle personnifie Églantine, une poupée, et anime avec Joël Denis, le Music Hall des jeunes à Télé-Métropole.
En 1988, elle est en lice pour un Félix dans la catégorie Meilleur microsillon de l'année - enfants avec Au château avec Grand-Mère Sourire.

## Théâtre
- 1963 : La Voiture versée de Georges Courteline, direction Gilles Normand
- 1963 : Le Bel Indifférent de Jean Cocteau, direction Gilles Normand

## Filmographie
Cinéma
- 1967 : Manette : la folle et les dieux de carton de Camil Adam
- 1969 : Danger pour la société de Jean Martimbeau
- 1972 : La Vraie Nature de Bernadette de Gilles Carle
- 1973 : Tendresse ordinaire de Jacques Leduc
- 1973 : O.K. ... Laliberté de Marcel Carrière
- 1974 : Les Aventures d’une jeune veuve de Roger Fournier

Télévision
- 1961 : Comme je vous aimais, télé-théâtre, pièce d'Éloi de Grandmont, réalisé par Louis Bédard
- 1961 : Filles d'Ève, téléroman de Louis Morisset
- 1965 : Cré Basile : Mademoiselle Bellerose
- 1962 : Les Enquêtes Jobidon
- 1963-1967 : Septième nord : infirmière
- 1965-1967 : Le Bonheur des autres : Pierrette Lafaille
- 1966-1971 : Moi et l'autre : Mireille Gagné
- 1969-1974 : Quelle famille ! : amie de Nicole et d'Isabelle
- 1969 : Trois petits tours (télé-théâtre) : danseuse
- 1970-1978 : Les Berger : Bizou
- 1975-1977 : Y'a pas de problème : Carlotta Lara
- 1977-1980 : Animagerie (marionnettes) : (voix)
- 1980 : Les Oufs (marionnettes) : Zouf (voix)
- 1985 : Passe-Partout (marionnettes) de François Côté : Canelle (voix)
- 1983 : Les Moineau et les Pinson : Noëlla Lupien
- 1994 : Syncope de Jean Salvy : Esther Bacon
- 1996 : Virginie : Henriette Hamel